# 马陆镇
马陆镇位于上海市嘉定区东部。马陆镇东与宝山区接壤，西与嘉定区安亭镇相连，上海国际赛车场亦位於馬陸與安亭交界處，南与嘉定区南翔镇交界，北与嘉定区嘉定镇街道、徐行镇毗邻。全镇面积57.16平方公里。户籍人口5.08万人（2008年）。馬陸當地生產葡萄，該鎮曾被中華人民共和國農業部授予全國葡萄之鄉稱號。

## 历史沿革[2]
宋末元军南下，左丞相陆秀夫之子、马军司陆南大由盐城避难隐居于此。附近形成村落后，就以「马陆」为村名。在明清时期，马陆形成集市。
2002年，原马陆镇与戬浜镇合并，成立新的马陆镇。
2011年8月，中国共产党嘉定区委员会、嘉定区人民政府决定建立中国共产党上海市嘉定新城工作委员会，作为区委派出机构；组建上海市嘉定新城管理委员会，作为区政府派出机构；采取“区镇合一”的模式，即嘉定新城组织机构与马陆镇组织机构合署办公，挂「嘉定新城（马陆镇）」牌；马陆镇党委、镇人民代表大会、镇人民政府机构继续保留。

## 交通
马陆镇地理位置优越，交通十分便捷，204国道贯穿南北，嘉新公路、浏翔公路、宝安公路（宝山区吴淞口—安亭国际汽车城）经过该镇。
沪嘉高速公路、上海郊环高速公路穿越马陆境内，并设有进出口处，可方便到达直通沪宁高速公路、沪杭高速公路、沿江高速公路。

## 經濟
1993年7月，馬陸當地成立企業園區上海希望城。

## 名人
- 娄坚，明朝画家。
- 张山雷，近现代中医学家。
- 张乃璜，八路军平绥游击大队大队长。
- 赵锡成，福茂集团创始人。赵小兰为其女。

## 行政区划
马陆镇下辖以下居委会及村委会：育兰社区居委会、天马社区居委会、马陆新村居委会、戬浜社区居委会、育苑社区居委会、樊家社区居委会、包桥社区居委会、沥苑社区居委会、彭赵社区居委会、仓新社区居委会、嘉新社区居委会、马陆村村委会、樊家村村委会、彭赵村村委会、陆家村村委会、众芳村村委会、石冈村村委会、包桥村村委会、李家村村委会、陈村村委会、北管村村委会、仓场村村委会、新联村村委会、立新村村委会、大裕村村委会、大宏村村委会、戬浜村村委会。